# Kanton Amiens-1
Kanton Amiens-1 (fr. Canton d'Amiens-1) je francouzský kanton v departementu Somme v regionu Hauts-de-France. Tvoří ho pouze část města Amiens. Zřízen byl v roce 2015.